# Ian Ashley
 Ian Hugh Gordon Ashley  va ser un pilot de curses automobilístiques britànic que va arribar a disputar curses de Fórmula 1.
Va néixer el 26 d'octubre del 1947 a Wuppertal, Alemanya.

## A la F1
Ian Ashley va debutar a l'onzena cursa de la temporada 1974 (la 25a temporada de la història) del campionat del món de la Fórmula 1, disputant el 4 d'agost del 1974 el GP d'Alemanya al circuit de Nürburgring.
Va participar en un total d'onze curses de F1, disputades en quatre temporades consecutives (1974 - 1977), aconseguint finalitzar en catorzena posició com a millor classificació en una cursa i no assolí cap punt pel campionat del món de pilots.

## Resultats a la Fórmula 1
| Any  | Equip                      | Xassís   | Motor    | 1       | 2   | 3     | 4     | 5   | 6   | 7   | 8   | 9   | 10  | 11      | 12      | 13      | 14      | 15      | 16      | 17  | Posició | Punts |
| ---- | -------------------------- | -------- | -------- | ------- | --- | ----- | ----- | --- | --- | --- | --- | --- | --- | ------- | ------- | ------- | ------- | ------- | ------- | --- | ------- | ----- |
| 1974 | Token Racing               | Token    | Cosworth | ARG     | BRA | SUD   | ESP   | BEL | MON | SUE | HOL | FRA | GBR | ALE 14  | AUT NC  | ITA     |         |         |         |     | -       | 0     |
| 1974 | Chequered Flag             | Brabham  | Cosworth |         |     |       |       |     |     |     |     |     |     |         |         |         | CAN NVQ | USA NVQ |         |     | -       | 0     |
| 1975 | Frank Williams Racing Cars | Williams | Cosworth | ARG     | BRA | SUD   | ESP   | MON | BEL | SUE | HOL | FRA | GBR | ALE NVS | AUT     | ITA     | USA     |         |         |     | -       | 0     |
| 1976 | Stanley BRM                | BRM      | BRM      | BRA Ret | SUD | O.USA | ESP   | BEL | MON | SUE | FRA | GBR | ALE | AUT     | HOL     | ITA     | CAN     | USA     | JAP     |     | -       | 0     |
| 1977 | Hesketh Racing             | Hesketh  | Cosworth | ARG     | BRA | SUD   | O.USA | ESP | MON | BEL | SUE | FRA | GBR | GER     | AUT NVQ | HOL NVQ | ITA NVQ | USA 17  | CAN NVS | JAP | -       | 0     |

### Resum
| Curses: | Victòries: | Pòdiums: | Poles: | Voltes ràpides: | Punts: |
| ------- | ---------- | -------- | ------ | --------------- | ------ |
| 11      | 0          | 0        | 0      | 0               | 0      |